# Das fünfte Element
Das fünfte Element (Originaltitel Le Cinquième Élément) ist ein Science-Fiction-Film von Luc Besson mit Bruce Willis und Milla Jovovich aus dem Jahr 1997. Mit einem Einspielergebnis von über 260 Millionen US-Dollar ist er einer der bisher kommerziell erfolgreichsten europäischen Filme.

## Handlung
Ägypten, im Jahr 1914: In einem verfallenen Tempel findet der Archäologe Professor Pacoli, begleitet vom Reporter Billy und einem Priester, Inschriften über das unfassbar Böse, das alle 5000 Jahre wiederkehrt und versucht, alles Leben zu zerstören. Zudem steht dort etwas von einer Waffe gegen das Böse – die fünf Elemente, wobei die vier Elemente Feuer, Wasser, Erde und Luft durch vier Steine repräsentiert werden. Ein fünftes Element sei in einem Sarkophag begraben. Wenn die Elemente im Tempel aufgestellt würden, könne das Böse gestoppt werden.

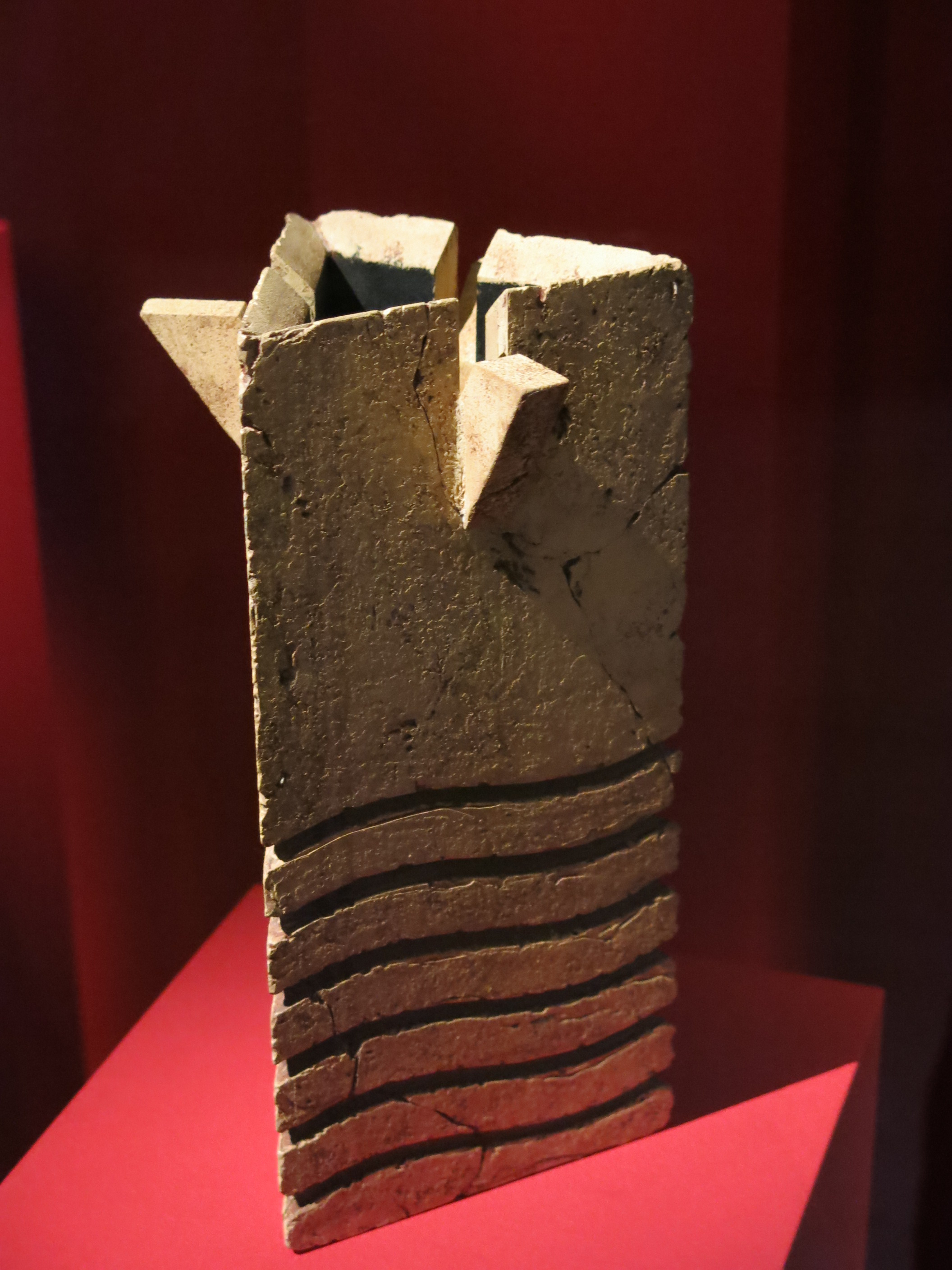
Einer der vier Steine, hier im „aktivierten“ Zustand

Der Priester, der als Wächter des Geheimnisses des fünften Elementes und des Tempels fungiert, versucht vergeblich, den Professor und Billy zu vergiften. Schließlich landet ein Raumschiff der außerirdischenden Mondoshawan (sprich Mondoschiwan) vor dem Tempel. Sie nehmen die Steine und den Sarkophag an sich aus Sorge, dass diese im bevorstehenden Krieg auf der Erde nicht sicher seien. Der Priester wird von den Mondoshawan beauftragt, den Tempel zu beobachten und diese Aufgabe an die Priester der folgenden Generationen weiterzugeben, um sich auf das nächste Auftauchen des unfassbar Bösen und die Rückkehr der Mondoshawan mit den fünf Elementen vorzubereiten.
Im Jahr 2263 beginnt schließlich der mythische Kampf zwischen Gut und Böse. Das Böse, eine riesige Kugel aus Feuer, die auf die Erde zurast, hat sich mit Jean-Baptiste Emanuel Zorg verbündet, dem Leiter eines großen Wirtschaftsimperiums, das unter anderem mit Waffen handelt. Zorg nutzt als Söldner außerirdische Krieger namens Mangalores. Diese sind die letzten Überlebenden einer militanten, von den Menschen besiegten Rasse. Zorg soll die vier Steine an sich bringen, sie dem unfassbar Bösen (das unter dem Namen „Mr. Shadow“ gelegentlich bei Zorg anruft) ausliefern und so die Erde entwaffnen. Darüber hinaus kann die Waffe gegen das Böse sogar in einen Vernichter der Welt umgewandelt werden, indem man im Zentrum der Waffe das fünfte Element durch das Böse ersetzt.
Das fünfte Element, eine Frau namens Leeloo Minai Lekatariba-Lamina-Tchai Ekbat De Sebat, wird von den Mondoshawan zur Erde gesandt, um zusammen mit den anderen vier Elementen die Erde gegen das unfassbar Böse zu verteidigen. Ihr Raumschiff wird unterwegs von den Mangalores angegriffen und zerstört, doch Leeloo wird mithilfe einiger verbliebener lebender Zellen von den Wissenschaftlern der Erde, die ihr Genom als das des perfekten Menschen bezeichnen, rückgeklont. Zunächst verwirrt und orientierungslos flüchtet sie aus dem Labor und landet im Flugtaxi von Korben Dallas, einem früheren Offizier einer Spezialeinheit. Dieser nimmt sie trotz der sehr widrigen Umstände und der Tatsache, dass Leeloo sich kaum mit ihm verständigen kann, bei sich auf und bringt sie zum Priester Vito Cornelius, der als Nachfolger des ägyptischen Priesters Geheimnisträger und Verbindungsmann zu Leeloo und den Mondoshawan ist. Kaum dass Leeloos Identität offenbar ist, wird Korben kurzerhand wieder vor die Tür gesetzt, und Cornelius und sein Schüler David machen sich daran, Leeloo alles über die Erde beizubringen, wie auch von ihr herauszubekommen, wo sich die Steine befinden. Währenddessen zerstreiten sich Zorg und die Mangalores über den Misserfolg der Abfangmission. Die vier Steine waren nicht an Bord gewesen, weil die Mondoshawan den Menschen misstraut hatten und den Transport anders regelten. Zorg und die Mangalores beginnen unabhängig voneinander, nach den Steinen zu jagen.
Die Militärs indessen beauftragen Korben als Gewinner eines fingierten Preisausschreibens mit der Mission, sich auf dem Kreuzfahrt-Raumschiff Fhloston Paradise mit einer Sängerin zu treffen, die im Besitz der vier Steine ist. Mittels des „Gewinns“ versuchen auch Cornelius, Zorg und die Mangalores unabhängig voneinander an Bord und somit an die Steine zu kommen, doch schließlich fliegt Korben selbst mit Leeloo zum Schiff und wird der Ehrengast des exzentrischen Showmasters Ruby Rhod. Cornelius gelangt als blinder Passagier ebenfalls auf das Raumschiff. Auch dieses wird von Zorg und den Mangalores (wiederum getrennt) angegriffen. Die Sängerin wird getötet, aber Korben rettet die vier Steine und Leeloo. Zorg muss feststellen, dass er nur einen leeren Koffer statt der Steine erbeutet hat. Er hatte eine Bombe gelegt, um seine Spuren zu beseitigen, und ist nun gezwungen, wieder zum Schiff zurückzukehren und seinen Sprengsatz zu entschärfen. Doch gleich darauf zünden die besiegten Mangalores eine eigene Bombe, welche Zorg und das – inzwischen evakuierte – Schiff vernichtet. Korben, Leeloo, Cornelius und Ruby verlassen derweil das Raumschiff in dem kleinen Raumgleiter von Zorg, während Leeloo beim weiteren Studieren der Erdensprache durch das Wort „Krieg“ und die damit verbundenen Bilder schwer traumatisiert wird.
Das Böse fliegt weiter in Richtung Erde und steht kurz vor der Kollision mit ihr. Korben und seine Begleiter erreichen den ägyptischen Tempel gerade noch rechtzeitig und lösen das Rätsel um die Aktivierung der Steine. Dadurch wird die Verteidigungswaffe aber noch nicht aktiviert, denn das fünfte Element – Leeloo – fehlt noch. Sie ist durch die Gewalterfahrungen der vorangegangenen Kämpfe dem Sterben nah und bezweifelt, dass eine so gewalttätige Spezies wie die der Menschen einer Rettung würdig wäre. Als Korben sagt, dass es auch schöne Dinge gibt, die gerettet werden sollten, fragt sie nach der Liebe, für die sie nicht geschaffen worden sei. Als Korben ihr daraufhin seine Liebe erklärt und sie küsst, wird sie als fünftes Element aktiviert. Das Böse wird wenige Sekunden vor dem Einschlag durch einen Lichtstrahl gestoppt, der von den vier Steinen erzeugt, durch sie gebündelt und durch das offene Tempeldach ins Weltall geschossen wird. Dabei erkaltet es zu einem zweiten Mond.
In einer abschließenden Szene will sich der Präsident bei den beiden „Helden“ bedanken, die sich aber leidenschaftlich lieben und deshalb unabkömmlich sind. Dann ruft Korbens Mutter an, die im Film mehrfach als ungläubiger Running Gag fungiert, und wird unter den Militärleuten rund um den Präsidenten weitergereicht.

## Auszeichnungen
- Der Film wurde im Jahr 1998 für den Oscar in der Kategorie Bester Tonschnitt nominiert. Er wurde 1998 in den Kategorien Bester Science-Fiction-Film, Beste Spezialeffekte, Beste Kostüme und Beste Nebendarstellerin (Milla Jovovich) für den Saturn Award nominiert. Für die Spezialeffekte gewann er 1998 den BAFTA Award.
- Luc Besson für die Regie, Thierry Arbogast für die Kameraarbeit und Dan Weil für das Beste Szenenbild gewannen im Jahr 1998 den César. Der Film wurde in den Kategorien Bester Film, Beste Kostüme, Bester Schnitt, Beste Filmmusik und Bester Ton für den gleichen Preis nominiert.
- Milla Jovovich wurde 1998 für den Blockbuster Entertainment Award und (für die Beste Kampfszene) den MTV Movie Award nominiert.
- Der Film gewann 1997 die Goldene Leinwand, den Bogey Award in Silber und wurde für den Europäischen Filmpreis nominiert. Der Film gewann im Jahr 1998 den Hugo Award für die Beste dramatische Vorführung und wurde 1998 für den Tonschnitt für den Golden Reel Award nominiert. Luc Besson gewann 1998 für seine Regie den französischen Lumiere Award.
- Milla Jovovich wurde für den Spott-Preis Goldene Himbeere als schlechteste Nebendarstellerin und Chris Tucker für die Goldene Himbeere als schlechtester Newcomer (zusammen mit seiner Leistung in Money Talks – Geld stinkt nicht) nominiert.

## Hintergrund
Drehbuchautor Luc Besson hatte die Idee zu einer solchen Geschichte bereits im Alter von 16 Jahren. Er schrieb zu dieser Zeit den ersten Roman zu Das fünfte Element. 1990 begann die Arbeit am Drehbuch. 1991 sollte die Produktion mit Gaumont und Warner Bros. als Produktionsfirmen beginnen, Warner stoppte den Drehbeginn aber kurzfristig aufgrund der immensen veranschlagten Produktionskosten von über 100 Millionen US-Dollar. Nach Luc Bessons Erfolg mit Léon – Der Profi konnte 1996 die Arbeit am Projekt Das fünfte Element aufgenommen werden. Der Film kam 1997 in die Kinos. In Deutschland startete der Film am 28. August 1997 in den Kinos.

## Synchronisation
Der Film wurde im Studio Babelsberg synchronisiert. Joachim Kunzendorf schrieb das Dialogbuch und führte die Dialogregie.
| Rolle                 | Schauspieler         | Synchronsprecher          |
| --------------------- | -------------------- | ------------------------- |
| Korben Dallas         | Bruce Willis         | Manfred Lehmann           |
| Leeloo                | Milla Jovovich       | Claudia Lehmann           |
| Zorg                  | Gary Oldman          | Udo Schenk                |
| Vito Cornelius        | Ian Holm             | Klaus Jepsen              |
| Ruby Rhod             | Chris Tucker         | Torsten Michaelis         |
| Billy                 | Luke Perry           | Sebastian Christoph Jacob |
| General Munro         | Brion James          | Michael Telloke           |
| Professor Mactilburgh | Christopher Fairbank | Rainer Doering            |
| Präsident Lindberg    | Tommy Lister Jr.     | Tilo Schmitz              |
| Fog                   | Lee Evans            | David Nathan              |
| David                 | Charlie Creed-Miles  | Asad Schwarz              |
| Right Arm             | Tricky               | Reinhard Scheunemann      |
| Diva                  | Maïwenn              | Beate Gerlach             |
| General Staedert      | John Neville         | Jochen Schröder           |
| Professor Pacoli      | John Bluthal         | Michael Narloch           |

## Kritiken
Der Film wurde von der nordamerikanischen Filmkritik überwiegend positiv aufgenommen, was bei Rotten Tomatoes in einer Zustimmungsquote von 71 % basierend auf 69 ausgewerteten Kritiken zum Ausdruck kommt.
Eine von der Mehrheit abweichende Meinung wurde unter anderem von James Berardinelli vertreten, der den Film auf ReelViews mit den Science-Fiction-Filmen Stargate, Independence Day und Judge Dredd verglich. Er schrieb, der Film gehöre zu jenen Science-Fiction-Filmen, die die Zuschauer mit Spezialeffekten „angreifen“ und die Logik und die „Intelligenz“ vergessen lassen. Ein Film-Etat von ca. 100 Millionen US-Dollar garantiere eben keinen guten Film. Es „wäre gut gewesen, wenn jemand ein paar zusätzliche Dollar für ein besseres Drehbuch ausgegeben hätte“.
Martin Soyka zieht hingegen auf Filmstarts das Fazit: „Insgesamt ist ‚Das fünfte Element‘ etwas ganz Eigenes geworden. Gut konsumierbar, nicht unintelligent, witzig, schnell und mit ungeheuerer Chuzpe erzählt.“

„Ein virtuoses Werk, das mit einer bis ins Detail liebevoll und detailliert gestalteten Zukunftskulisse und atemberaubenden Effekten für riesigen Spaß sorgt. Das fünfte Element ist ein rasantes Sci-Fi-Vergnügen, mit einem herrlich komischen Bruce Willis und einer charmanten Milla Jovovich.“

„Ein virtuos mit Filmzitaten gespickter Film, bei dem Dekor und Effekte alles, Handlung und Logik hingegen pure Nebensache sind. Laut, bunt und oft auf dem Niveau einer Freak-Show, versteht der Film sein Publikum doch besser zu unterhalten als die Mehrzahl seiner uniformen Hollywood-Konkurrenten.“

20 Jahre nach der Veröffentlichung des Films ging Lars-Olav Beier in einer Kritik zu Valerian – Die Stadt der tausend Planeten auf Das fünfte Element ein und schrieb, Regisseur Besson sei damals verspottet worden für seinen Film, in dem ein blondierter Bruce Willis den Chauffeur eines Weltraumtaxis spielte. Beier: „Heute ist der Film Kult.“

## Trivia

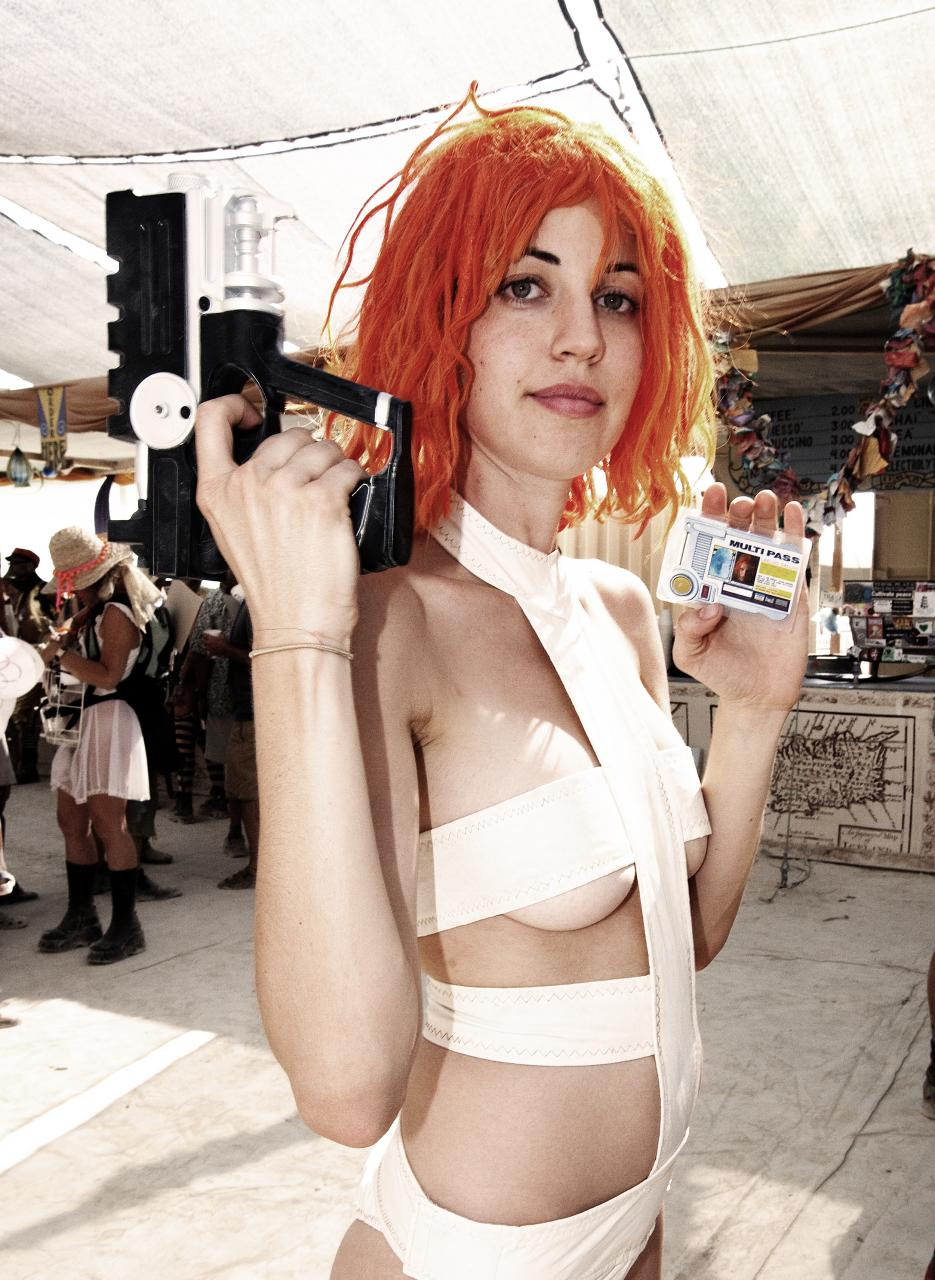
Leeloo ist ein beliebtes Cosplay-Motiv, der Multipass ist dabei ein wichtiges Accessoire.

- Der Protagonist Korben Dallas und der Antagonist Zorg begegnen sich im Film kein einziges Mal.
- Die Kostüme und Accessoires wurden von dem französischen Modeschöpfer Jean Paul Gaultier entworfen.
- Als sich der Archäologe zu Beginn des Films plötzlich riesigen Mondoshawan-Aliens gegenübersieht, fragt er in der deutschen Fassung: „Sind Sie hier von der Erde?“, während es im Original heißt: „Are you German?“ (dt. „Sind Sie Deutsche(r)?“).
- Der erste Teil der Arie der Diva ist aus der Oper Lucia di Lammermoor von Gaetano Donizetti und wird hier von Inva Mula gesungen. Als Darstellerin der Diva agierte jedoch Maïwenn, mit der Regisseur Besson zum Zeitpunkt der Dreharbeiten zusammenlebte und die als Ersatz einsprang, da ein ursprünglich vorgesehenes Model für die Rolle ausfiel. Maïwenn bereitete sich mehrere Monate auf den Auftritt vor und übte die Technik des Singens, um das Playback überzeugend darzustellen. Die tägliche Verwandlung in eine Alien-Diva dauerte drei Stunden. Die Figur wurde den anderen Darstellern wie Bruce Willis vor dem Konzert nicht gezeigt, um eine authentische Überraschung zu erreichen.
- Das Stück The Diva Dance wurde vom Komponisten Éric Serra bewusst so geschrieben, dass es für einen Menschen unmöglich sein würde, es zu singen. Serra hielt lediglich 60 Prozent des Stücks für singbar. Inva Mula gelangen zwar große Teile der von Serra für unmöglich gehaltenen Passagen, jedoch mussten einige Abschnitte mittels Sampler arrangiert werden.[9]
- Als Comic-Fan arbeitete Luc Besson mit zwei der bedeutendsten französischen Zeichnern zusammen: Jean Giraud (Künstler-Pseudonym: Moebius) und Jean-Claude Mézières. Beide hatten in den frühen 70ern in Frankreich durch populäre Comicreihen Aufsehen erregt. Moebius kannte man durch Blueberry und das (französische) Magazin Métal hurlant, das im Deutschen unter dem Namen Schwermetall erschien. Mézières wurde bekannt durch die Valerian-Serie. Moebius und Mézières besuchten beide die gleiche Akademie (École des Arts Appliqués), arbeiteten aber zum ersten Mal bei diesem Projekt zusammen an einem Artwork. Gemeinsam schufen sie den Look des Films – einschließlich der Fahrzeuge, Raumschiffe, Stadtlandschaften sowie der menschlichen und außerirdischen Figuren in Anlehnung an das Comic-Album Die Kreise der Macht.[10]
- Das fünfte Element war bis 2014 (Lucy) der kommerziell erfolgreichste Film des Regisseurs Luc Besson.